# Wolfgang Preiss
| Wolfgang Preiss                           | Wolfgang Preiss                                         |
| Kattints az alábbi külső linkek egyikére! | Kattints az alábbi külső linkek egyikére!               |
| ----------------------------------------- | ------------------------------------------------------- |
| Nem található szabad kép.(?)              |                                                         |
| külső link · jogvédett                    | Képe az Amazon.de oldalán                               |
| külső link · jogvédett                    | Kesselring tábornagy az Anziói partraszállás-ban (1968) |

Wolfgang Preiss (Nürnberg, 1910. február 27. – Bühl, Baden-Württemberg, 2002. november 27.) német színpadi, film- és televíziós színész, szinkronszínész. Karakterszínészként katonatisztek kiemelkedő megformálója. 1955-ös Stauffenberg-alakításáért 1956-ban megkapta a Német Filmdíj Ezüst Filmszalag fokozatát.

## Élete

### Származása, ifjúkora
Tanár-házaspár gyermekeként született. 1930–1931-ben Münchenben négy szemeszteren át filozófiát, germanisztikát és színháztudományt tanult. Közben magánúton színjátszást tanult Hans Schlencknél, és 1932-ben debütált a müncheni Theater der Gegenwart színpadán. Ezután dolgozott a heidelbergi Városi Színházban, Königsbergben, Bonnban, Brémában, Stuttgartban, majd 1941-től a berlini Volksbühne színpadán is. 1941 áprilisában egy légelhárító üteghez osztották be, de engedélyt kapott, hogy esténként fellépjen a színpadon. 1942-ben a Wehrmachttól egyéni felmentést kapott, hogy az UFA filmgyár ekkor készülő Asszonyszív (Die große Liebe) című filmjében Zarah Leander mellett eljátszhassa egy fiatal Wehrmacht-főhadnagy szerepét.

### Színészi pályája a háború után
A második világháború után is alapvetően színpadokon szerepelt. 1949 után sokat dolgozott idegen nyelvű filmek szinkronszínészeként. 
1954-ben kapott ismét filmszerepet Alfred Weidenmann rendező Canaris című filmjében egy Wehrmacht-ezredest játszott. 
A következő évben, 1955-ben Falk Harnack rendező Der 20. Juli című filmdrámájában, mely a Hitler elleni összeesküvésről szólt, magát a főszereplőt, Claus Schenk von Stauffenberg vezérkari ezredest alakította. E szerep meghozta számára a széles körű ismertséget és népszerűséget. Alakításáért 1956-ban megkapta a Szövetségi Filmdíj Ezüst Filmszalag kitüntetését (Filmband in Silber).
Ettől kezdve Preiss sorozatban játszotta a szigorú, kötelességtudó katonatiszt-karaktert. Valósággal beskatulyázták ebbe a szereptípusba, akárcsak kortársát és színészkollégáját, Wolfgang Büttnert. Preiss ilyen karaktert játszott Frank Wisbar rendező több háborús filmjében, így az 1957-es Haie und kleine Fische (Cápák és kishalak) c. drámájában, mely német katonaiskolások háborús sorsát mutatja be, és az 1959-es Hunde, wollt ihr ewig leben (Kutyák, örökké akartok élni?)-ben, mely a sztálingrádi csatáról szól; továbbá Harald Reinl Die grünen Teufel von Monte Cassino (Monte Cassino zöld ördögei) című háborús filmjében is.
Hasonló karakterszerepeket, főleg Wehrmacht-tiszteket játszott számos nemzetközi filmprodukcióban, elsősorban az 1960-as évek német-olasz és német-amerikai háborús filmdrámáiban és bűnügyi filmjeiben, így Otto Preminger rendező Der Kardinal (A bíboros) c. 1963-as háborús-lélektani drámájában. Nemzetközi bűnbanda főnökét alakította Jean Becker rendező Az aranycsempész című krimijében (1964), Jean-Paul Belmondo és Gert Fröbe mellett; René Clément rendező 1966-os Párizs ég? c. háborús filmjében.
Burt Lancaster és Paul Scofield mellett hangsúlyos szerepet játszott John Frankenheimer 1964-es A vonat (The Train) című filmdrámájában és Frank Siantr mellett Mark Robson 1965-ös Elrabolt expresszvonat-ában.
Monumentális háborús filmprodukcióban, nemzetközi sztárcsapat tagjaként Wehrmacht tábornokokat – valóban élt személyeket – formált meg. Max Pemsel altábornagyot A leghosszabb napban (1962); Kesselring tábornagyot Az anziói partraszállás-ban (Lo sbarco di Anzio, 1968); Robert Mitchum és Robert Ryan mellett; Rommel tábornagyot a Támadás Rommel ellen (Raid on Rommel) filmben Richard Burton mellett (1971); továbbá Rundstedt tábornagyot Richard Attenborough 1977-es A híd túl messze van című filmeposzában.
Teljesen eltérő jellegű, „gazember”-szerepet vitt az 1960-tól készített Dr. Mabuse horrorfilmekben, ahol a címszereplőt, a gátlástalan, megalomániás orvostudóst, Dr. Mabusét alakította. Preiss ezt a szerepet az 1955-ben elhunyt Rudolf Klein-Roggétől vette át, aki 1922–1933 között Fritz Lang rendező hasonló filmjeiben játszotta ugyanezt a főszerepet.
Mivel Preiss a Mabuse-filmek készítésekor már ismert filmszínész volt. A rendező nem akarta, hogy a fő gonosztevőt a nézők már a film előtt beazonosítsák, a filmelőzetesekben Preisst különféle álneveken említették (Prof. Jordan vagy Lupo Prezzo, ez utóbbi Preiss eredeti nevének egyszerű olasz tükörfordítása). A következő években Dr. Mabuse szerepét Preiss még négy filmben játszotta el, de szerepe egyre inkább rövidült, inkább csak a film végén, Dr. Mabuse leleplezésekor jelent meg. Az utolsó (1964-es) Mabuse-filmben, (Die Todesstrahlen des Dr. Mabuse) személye már meg sem jelent, bár a filmet az ő nevével reklámozták.
Az 1980-as években főleg tévéprodukciókban szerepelt. Az angol grófot játszotta Inge Meysel mellett a Mrs. Harris-ben (1982). Walther von Brauchitsch német tábornagyot alakította a Herman Wouk regényeiben készült amerikai sorozatokban, a Forrongó világban (1983) és A sas felszáll-ban (1988–1989).
1987-ben másodszor is megkapta a Német Filmdíjat (korábbi nevén Szövetségi Filmdíjat), ezúttal annak Arany Filmszalag (Filmband in Gold) fokozatát, sokszínű és maradandó színművészi életművéért.

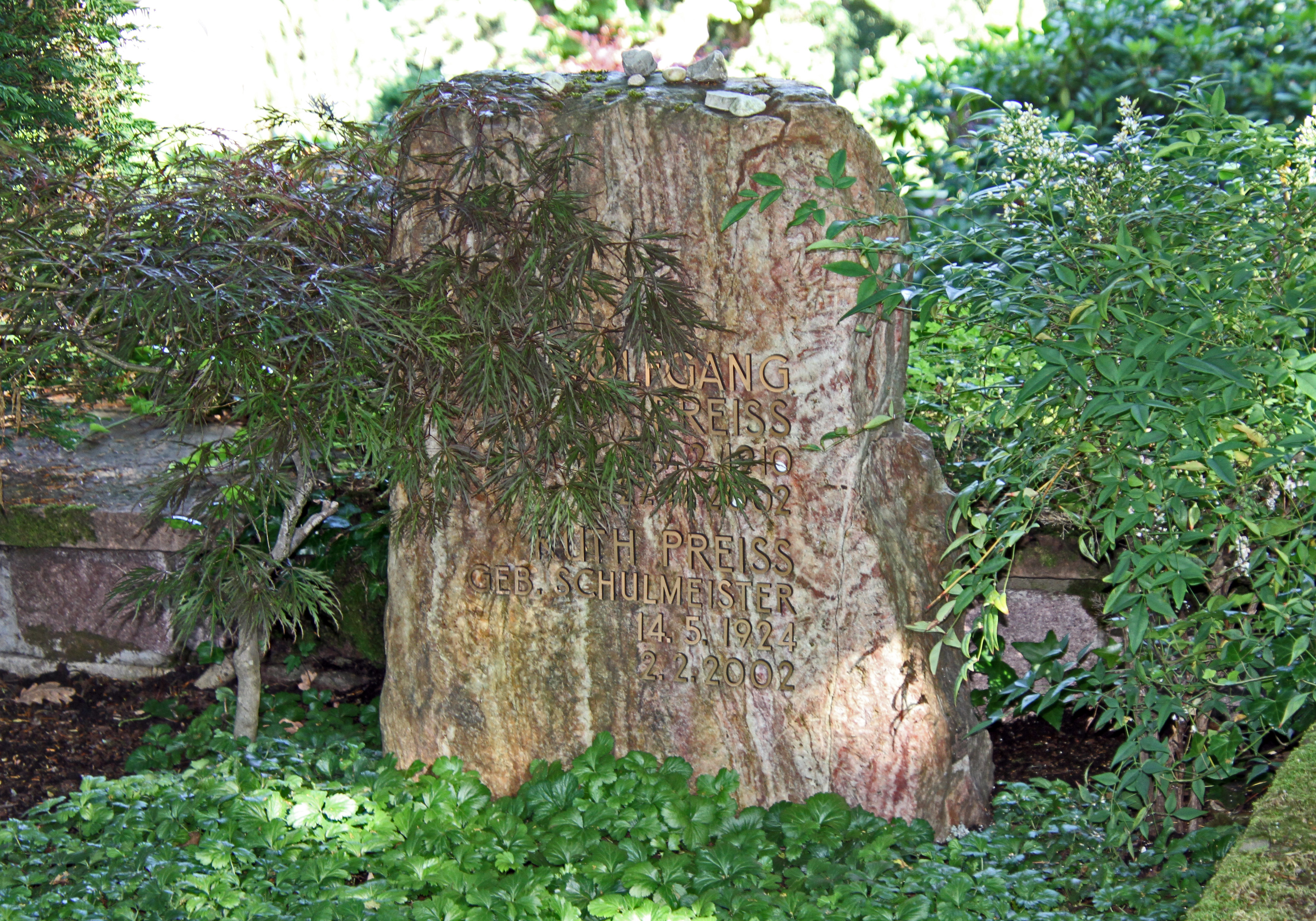
Sírja a baden-badeni temetőben

Az 1950-es évektől (német nyelvű) szinkronszínészként is dolgozott, hangját kölcsönözte többek között Lex Barkernek, Christopher Lee-nek Anthony Quinnnek, Claude Rainsnek, Richard Widmarknak. Az 1960-as évektől ezzel felhagyott. 1975-ben a Casablanca újraszinkronizálásákor még elvállalta Conrad Veidt hangját, Strasser német őrnagy szerepében.

### Magánélete
Háromszor nősült. Első házasságából született egy fia, az ő révén több unokája, köztük Laura Preiss (1986) színésznő és sznkronszínész. 
Harmadik feleségével, Ruth-tal 47 éven át élt házasságban. 2002 november végén, 92 éves korában hunyt Baden-Baden mellett, egy bühli kórházban. A baden-badeni központi temetőben (Hauptfriedhof) temették el.

## Főbb filmszerepei
- 1942: Asszonyszív (Die große Liebe); Von Etzdorf főhadnagy
- 1943: Besatzung Dora; Dr. Wagner törzsorvos
- 1954: Canaris; Holl ezredes
- 1955: Der 20. Juli; gróf Claus Schenk von Stauffenberg ezredes
- 1955: Der Cornet – Die Weise von Liebe und Tod; Pirovano báró
- 1956: Die Nacht im Jägerhaus, tévéfilm; Eugen
- 1956: Naplemente előtt (Vor Sonnenuntergang); Dr. Hahnefeld jogtanácsos
- 1956: …wie einst Lili Marleen; Alfred Linder
- 1956: Anastasia – Die letzte Zarentochter; újságíró
- 1957: Stresemann; Heinz Becker
- 1957: Trójában nem lesz háború (Der trojanische Krieg findet nicht statt); tévéfilm; Odysseus
- 1957: Haie und kleine Fische; Lüttke tengeralattjáró-kapitány
- 1958: Die grünen Teufel von Monte Cassino; Dr. Munkler törzsorvos
- 1958: Grabenplatz 17; Dr. Jäger rendőrfelügyelő
- 1958: Das Mädchen mit den Katzenaugen; Carlo Gormann
- 1959: I battellieri del Volga; Gorev orosz tábornok
- 1959: Hunde, wollt ihr ewig leben; Linkmann őrnagy
- 1959: La valse du gorille; Otto Lohn
- 1959: Konto ausgeglichen; tévéfilm; Robert Jacobi
- 1959: Arzt ohne Gewissen; Dr. Westorp
- 1959: Rózsák az államügyésznek (Rosen für den Staatsanwalt); főállamügyész
- 1960: Herrin der Welt; Dr. Henrik Brandes
- 1960: Dr. Mabuse ezer szeme (Die 1000 Augen des Dr. Mabuse); Prof.Dr. Jordan / Peter Cornelius / Dr. Mabuse
- 1961: Im Stahlnetz des Dr. Mabuse; Dr. Mabuse
- 1961: Riviera-Story; Arthur Dahlberg
- 1962: La Fayette; Kalb báró
- 1962: A lány és az államügyész (Das Mädchen und der Staatsanwalt); Soldan államügyész  (Elke Sommer, Götz George)
- 1962: Die unsichtbaren Krallen des Dr. Mabuse; Dr. Krone főorvos / Dr. Mabuse
- 1963: A hamis áruló (The Counterfeit Traitor); Nordoff ezredes
- 1962: Das Testament des Dr. Mabuse; Dr. Mabuse
- 1962: A leghosszabb nap (The Longest Day); Max Pemsel vezérőrnagy
- 1963: Die schwarze Kobra; Stanislas Raskin
- 1963: Das tödliche Patent; tévéfilm; Charles Reese
- 1963: Scotland Yard jagt Dr. Mabuse; Dr. Mabuse szelleme
- 1963: Der Henker von London; Morel Smith felügyelő
- 1963: The Cardinal; SS-őrnagy
- 1964: Der Fluch der grünen Augen; Von Adelsberg professzor
- 1964: Marie-Octobre; tévéfilm; Rougier
- 1964: Frühstück mit dem Tod; Talbot államügyész
- 1964: Az aranycsempész (Échappement libre); Grenner úr
- 1964: A vonat (The Train); Herren őrnagy
- 1965: Az elrabolt expresszvonat (Von Ryan’s Express); Von Klemment őrnagy
- 1966: Der Fall Kapitän Behrens - Fremdenlegionäre an Bord; tévéfilm; Behrens százados
- 1966: Pontius Pilatus; tévéfilm; Pontius Pilatus
- 1966: Mások bőrével (Avec la peau des autres); Chalieff
- 1966: Párizs ég? (Paris brûle-t-il?); Ebernach százados
- 1967: Wo liegt Jena?; tévéfilm; Robert
- 1967: Bűnügyi múzeum (Das Kriminalmuseum); tévésorozat; Konrad Pachmayr
- 1967: Jack of Diamonds; Wilhelm Von Schenk
- 1968: Flachsmann als Erzieher; tévéfilm; Flachsmann
- 1968: Der Fall Petkov; tévéfilm; Dr. Dimitrov
- 1968: Az anziói partraszállás (Lo sbarco di Anzio); Kesselring tábornagy
- 1968: Schatzsucher unserer Tage; tévésorozat; Jan van Dongen
- 1969: Hannibal Brooks; Von Haller ezredes
- 1969: La legione dei dannati; Ackerman ezredes
- 1970: Peenemünde; tévéfilm; Dornberger ezredes
- 1970: General Oster – Verräter oder Patriot?; tévéfilm; Hans Paul Oster vezérőrnagy
- 1970: Sir Henri Deterding; tévéfilm; Sir Henri Deterding
- 1970: A miniszter és a kacsa (Der Minister und die Ente); tévéfilm; miniszter
- 1971: Támadás Rommel ellen (Raid on Rommel); Rommel tábornagy
- 1972: A felügyelő (Der Kommissar); tévésorozat; Abel igazgató
- 1972: The Salzburg Connection; Felix Zauner
- 1972: Kettős bűntény Hamburgban (Un uomo da rispettare); Miller
- 1973: Du stirbst nicht allein – Ein deutscher Kriegspfarrer in Paris; tévéfilm; tábornok
- 1973: Diamantenparty, tévéfilm; Van Düren konzul
- 1974: Die Kriegsbraut; tévéfilm; Von Bogendorf
- 1974: La cloche tibétaine; tévé-minisorozat; Georges-Marie Haardt
- 1975: A rákok szigete (Die Insel der Krebse); tévéfilm; tábornok
- 1975: Die Dubarry; Dubarry gróf
- 1976: Eine schöne Wirtschaft; tévésorozat; Amadeus Müller „professzor”
- 1976: Hungária kávéház (Café Hungaria); tévésorozat; több szerepben, rend. Makk Károly
- 1977: Der Anwalt; tévésorozat; a bíró
- 1977: A híd túl messze van (A Bridge Too Far); Von Rundstedt tábornagy
- 1977: Die Standarte; ezredes
- 1978: SOKO München; tévésorozat; Xaver Kreuzberg igazgató
- 1978: Brazíliai fiúk (The Boys from Brazil); Lofquist
- 1978: Wallenstein; tévé-minisorozat; Von Thurn gróf
- 1979: Ike; tévé-minisorozat; Jodl vezérezredes
- 1979: Vérvonal (Bloodline); Julius Prager
- 1979: Orient-Express; tévé-minisorozat; Krüger kapitány
- 1980: A képlet (The Formula); Franz Tauber
- 1981: Szerelmi lázálom (Fantasma d’amore); Zighi gróf (Wolfgang Price néven)
- 1982: Unheimliche Geschichten; tévésorozat; Ferdinand főkomornyik
- 1982: Die Schraiers; tévésorozat; Jean Schraier
- 1983: Forrongó világ (The Winds of War); tévé-minisorozat; Von Brauchitsch tábornagy
- 1983: Ringstraßenpalais; tévésorozat, Prettwitz tábornok
- 1983: Két férfi, egy eset (Ein Fall für zwei); tévésorozat; Alfred Rohloff
- 1985: Vergeßt Mozart; Gottfried van Swieten báró
- 1987: Albert Schweitzer; tévésorozat; az idős Albert Schweitzer
- 1987: Ein Heim für Tiere; tévésorozat; Alf Dobner professzor
- 1988: Land der Väter, Land der Söhne; az idős Bernauer
- 1988: A sas felszáll (War and Remembrance); tévé-minisorozat; Von Brauchitsch tábornagy
- 1973–1988: Tetthely (Tatort); tévésorozat, több szerepben
- 1982–1989: Mrs. Harris; tévésorozat; több szerepben
- 1996: A természet ereje (Aire libre); az idős Humboldt